# Baja Verapaz megye
Baja Verapaz Guatemala egyik megyéje. Az ország középső részén terül el. Székhelye Salamá.

## Földrajz
Az ország középső részén elterülő megye nyugaton és északnyugaton Quiché, északon Alta Verapaz, keleten és délkeleten El Progreso, délen pedig Guatemala megyével határos.

## Népesség
Ahogy egész Guatemalában, a népesség növekedése Baja Verapaz megyében is gyors. A változásokat szemlélteti az alábbi táblázat:
| Év             | Lakosság |
| -------------- | -------- |
| 1981           | 115 602  |
| 1994           | 155 480  |
| 2002           | 215 915  |
| 2014 (becsült) | 291 903  |

### Nyelvek
2011-ben a lakosság 13,1%-a beszélte a kekcsi, 0,3%-a a kicse, 0,1%-a a mam és 0,3%-a a kakcsikel nyelvet.